# Cetina
Die Cetina (dt.: Zetina, lateinisch Tilurius bzw. Hippus) ist ein Fluss in Kroatien. Er ist einer der großen drei Flüsse in der historischen Region Dalmatien.

## Verlauf
Die Cetina entspringt einer 115 m tiefen Karstquelle im Dinarischen Gebirge beim Dorf Cetina. Im Mittellauf bei Sinj durchquert sie ein Sumpfgebiet, das Sinjsko polje, das während der Regenzeit überschwemmt wird. Nach dieser Schwemmlandebene tritt die Cetina bei dem Ort Trilj in einen Canyon und schuf wundersame Formen im Gesteinsuntergrund des Flussbettes. Das kristallklare Wasser, die bis zu 180 m hohen Felsen, die Wasserfälle, Seen, Karsthöhlen bieten einen Rahmen von unberührter Natur. Bei Zadvarje wendet sich der Flusslauf scharf nach Westen und stürzt über den 40 m hohen Gubavica-Wasserfall, davon wenig unterhalb am Wasserkraftwerk Kraljevac vorbei in ein Tal mit schroffen Felswänden. Dabei fließt die Cetina zwischen den küstennahen Bergketten des Dinarischen Gebirges und durchbricht diese mehrmals, bevor sie sich dem Adriatischen Meer nähert. Schließlich mündet die Cetina nach 101 km in Omiš (Almissa) ins Adriatische Meer.
Am Oberlauf der Cetina befindet sich der Peruća-Stausee (Perućko jezero), der zur Wasserversorgung und zur Stromerzeugung dient.

## Geschichte
Die ehemalige Republik Poljica (15.–19. Jh.) erstreckte sich am Unterlauf des Flusses auf beiden Seiten. 
An der Cetina entstanden 1965 die meisten der Aufnahmen, bei denen mit dem dahinschießenden Floß der Höhepunkt des Karl-May-Filmes Der Ölprinz entstand.
Während der Militäroperation Sturm versuchten 1995 serbische Soldaten, den randvoll gefüllten Staudamm des Peručko jezero zu sprengen. Der Damm wurde dabei erheblich beschädigt, jedoch kam es nicht zu einem völligen Dammbruch, sonst wäre wahrscheinlich der gesamte Unterlauf der Cetina mitsamt den Städten Sinj und Omiš zerstört worden.

## Galerie

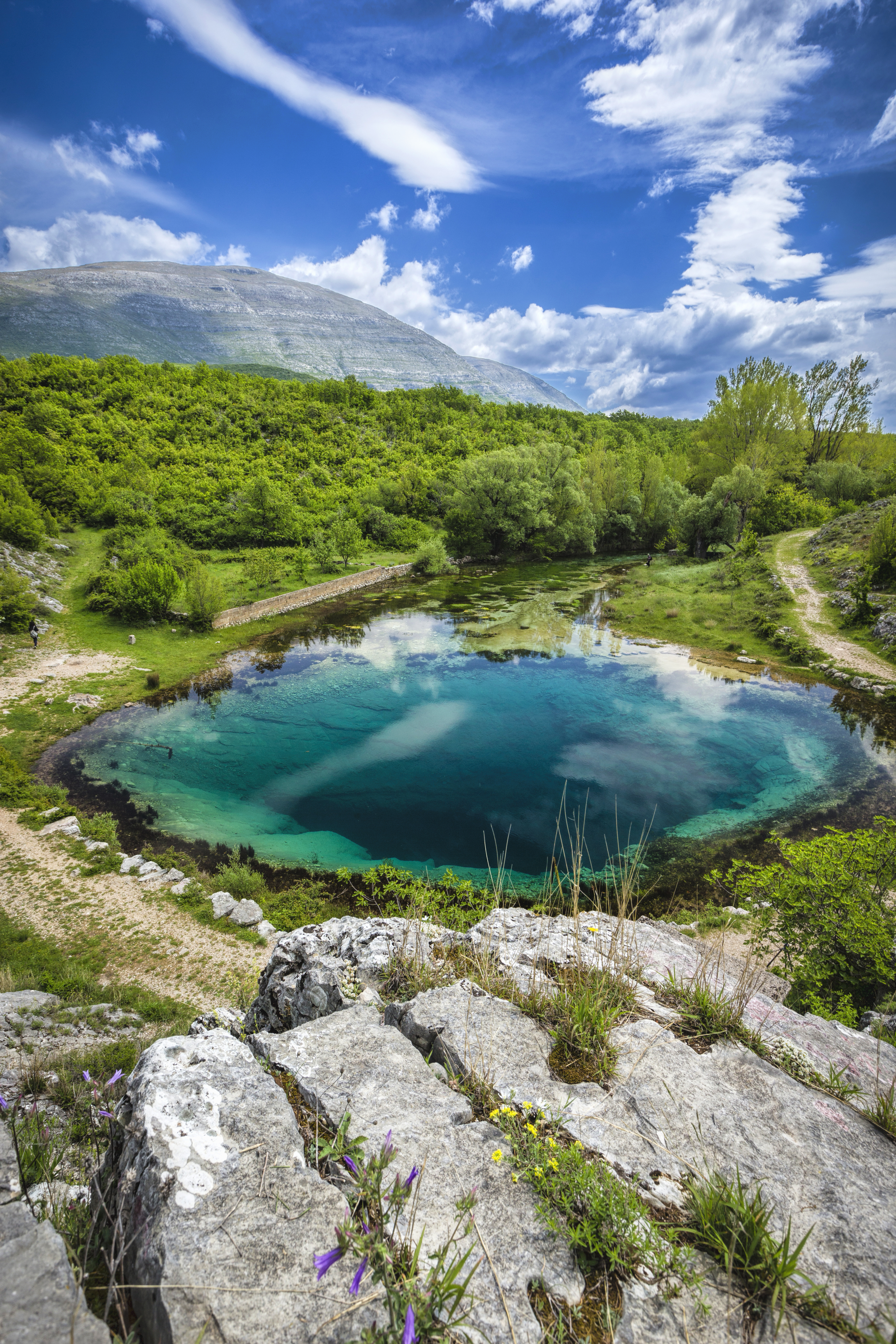
Die Quelle der Cetina
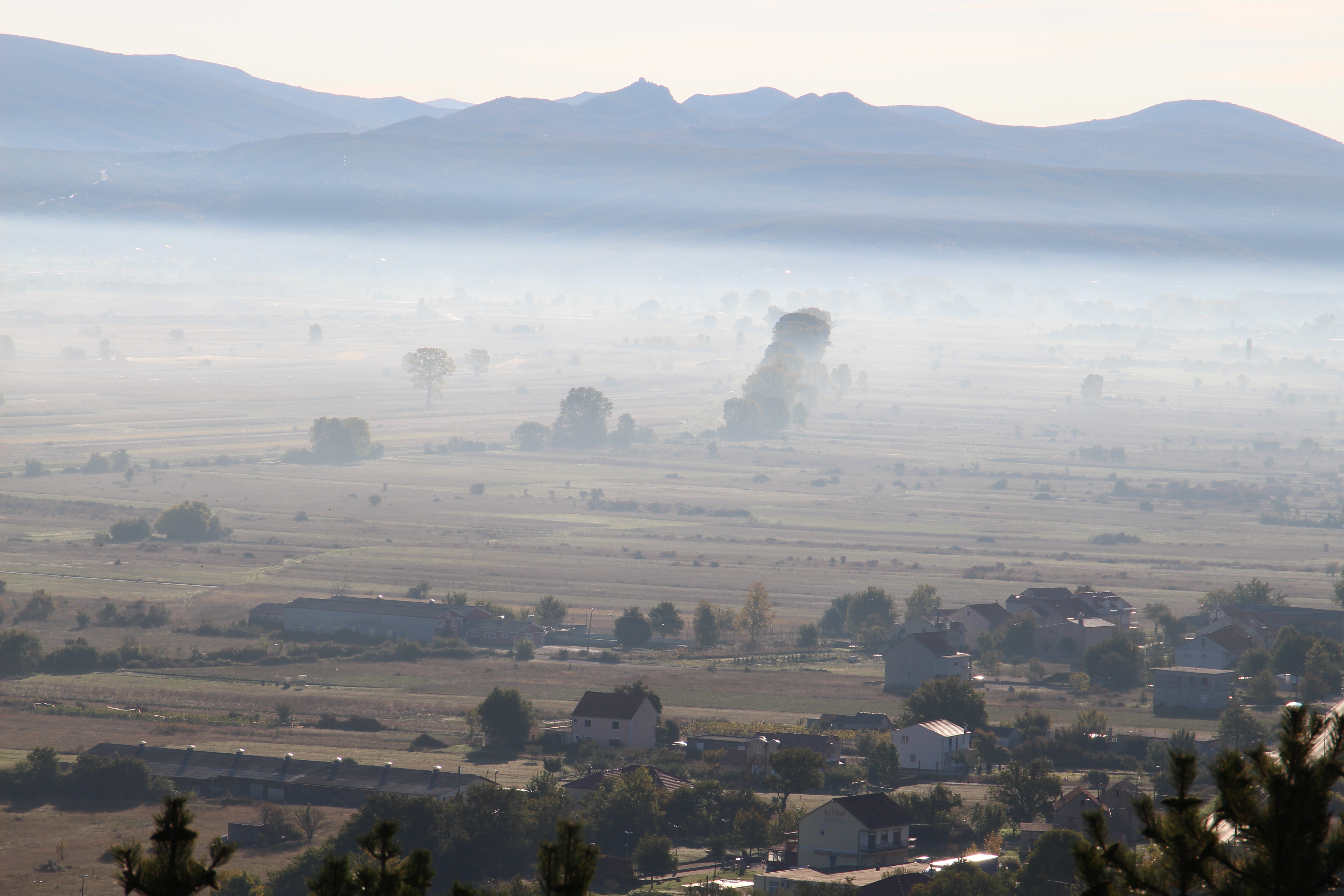
Von der Cetina durchflossenes Sinjsko polje
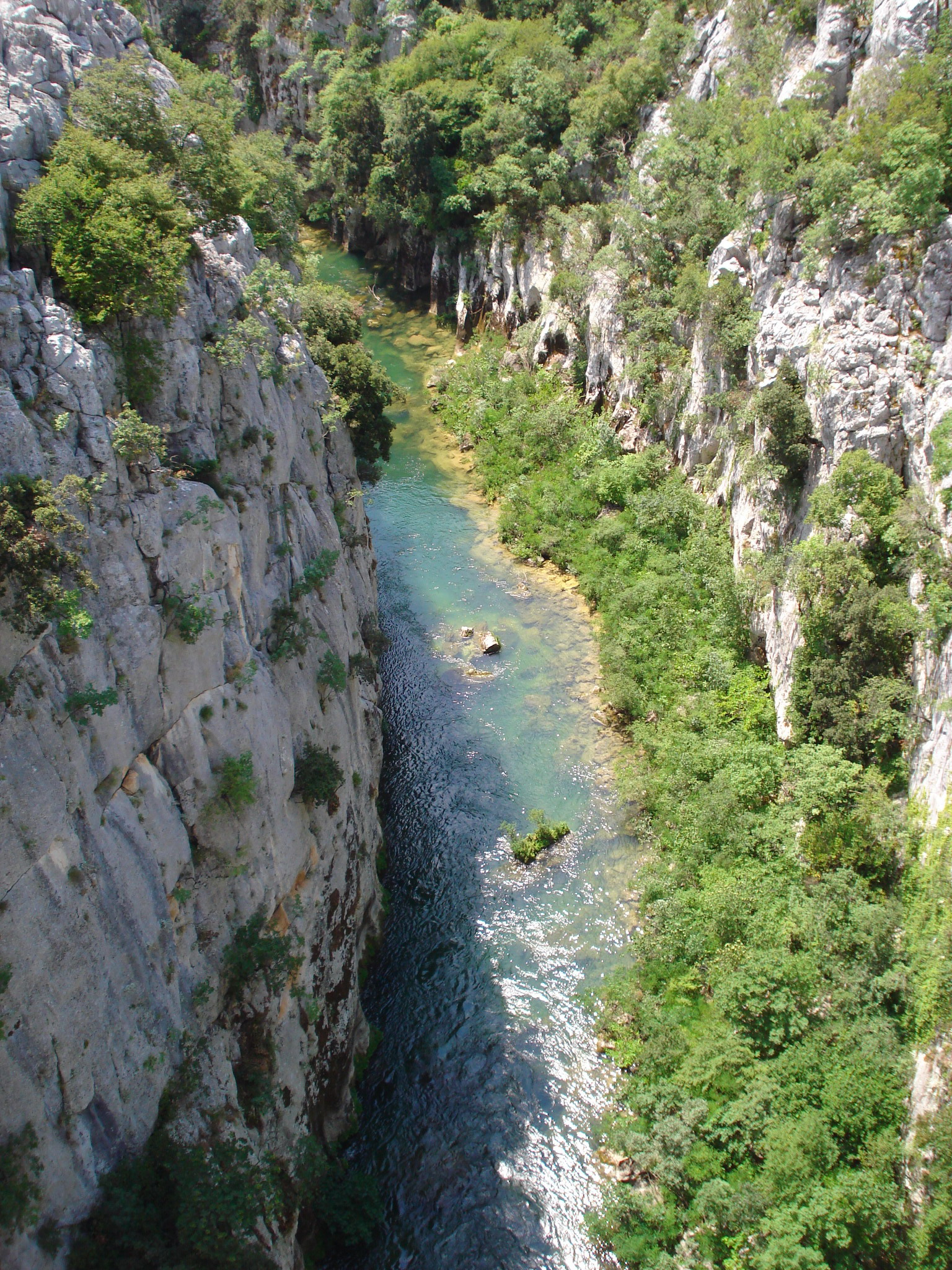
Canyon bei Šestanovac
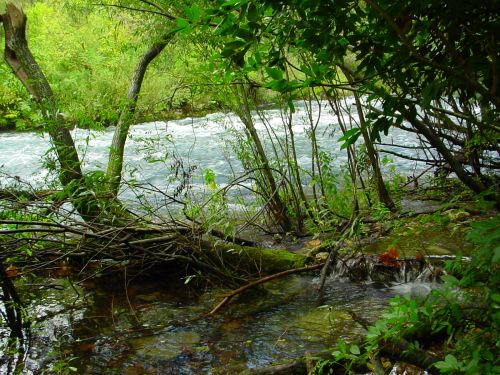
Stromschnellen
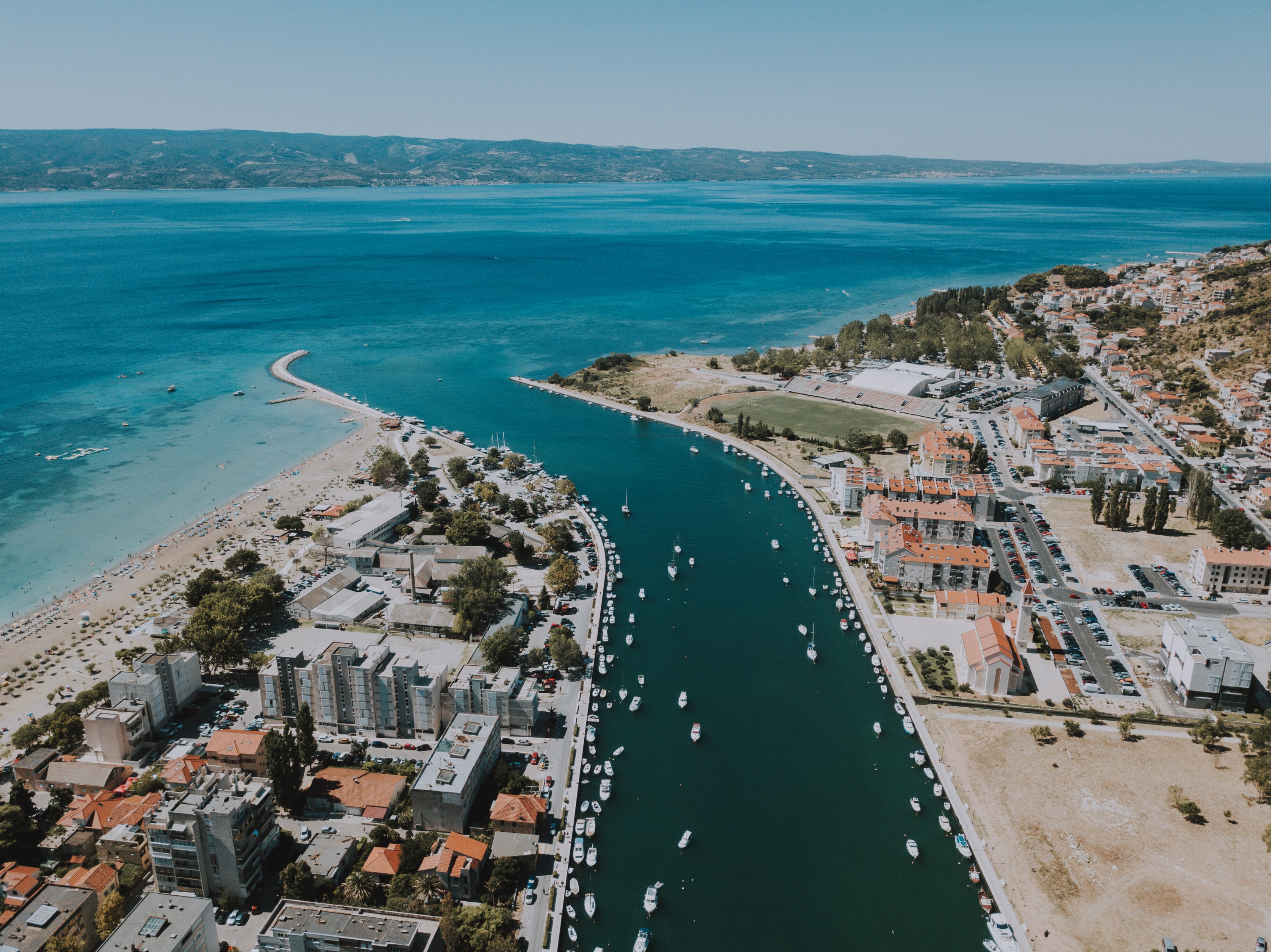
Mündung in die Adria